# زمین‌لرزه ژانویه ۲۰۰۷ اندونزی
زمین‌لرزه اندونزی  در تاریخ ۲۱ ژانویه ۲۰۰۷ میلادی، برابر با ‎۱ بهمن ۱۳۸۵، ساعت ۱۱:۲۷:۴۵ به زمان یوتی‌سی در اندونزی رخ داد. ژرفای این زلزله ۲۲ کیلومتر بود، و بزرگی آن ۷٫۵ در مقیاس Mw اعلام شده‌است. زمین‌لرزه به وقت محلی در روز یکشنبه، ساعت ۲۰ روی داده و منطقه زمانی آن یوتی‌سی +۹ بوده‌است .
سازمان زمین‌شناسی آمریکا نیز رومرکز این زمین‌لرزه را در مختصات ۱°۰۳′۵۴″شمالی ۱۲۶°۱۶′۵۵″شرقی / ۱٫۰۶۵°شمالی ۱۲۶٫۲۸۲°شرقی و ژرفای آنرا در ۲۲ کیلومتر گزارش کرده‌است. بزرگی برگزیدهٔ این سازمان از میان بزرگیهای محاسبه‌شدهٔ مختلف ۷٫۵ در مقیاس Mw بوده و از دید اثر، در میان چهار دسته‌بندی «نامحسوس»، «محسوس»، «زیان‌آور» یا «با تلفات»، زلزله را «با تلفات» اعلام کرده‌است.چندین ساختمان در زمین‌لرزه آسیب دیده‌است.
پروژهٔ «تنسور گشتاور مرکزوار» زاویه‌های (راستا، شیب، ریک) گسل سازندهٔ زمین‌لرزه و صفحه عمود بر آنرا (°۳۴، °۳۵، °۱۰۸) یا (°۱۹۳، °۵۷، °۷۸) و نوع گسل را «معکوس» فرارسانده‌است.
شمار کشتگان زلزله حدود ۳ نفر بوده‌است.تعداد زخمیان ۴ نفر برآورده شده‌است.